# لوئیس اریاس (بازیکن فوتبال)
لوئیس اریاس (انگلیسی: Luis Arias؛ زادهٔ ۱۹ آوریل ۱۹۹۱) بازیکن فوتبال اهل آرژانتین است.